# Conwentzia sinica
Conwentzia sinica är en insektsart som beskrevs av C.-k. Yang 1974. Conwentzia sinica ingår i släktet Conwentzia och familjen vaxsländor. Inga underarter finns listade i Catalogue of Life.